# Chaudefontaine, Doubs
Chaudefontaine är en kommun i departementet Doubs i regionen Bourgogne-Franche-Comté i östra Frankrike. Kommunen ligger i kantonen Marchaux som tillhör arrondissementet Besançon. År 2015 hade Chaudefontaine 212 invånare.

## Befolkningsutveckling
Antalet invånare i kommunen Chaudefontaine
Referens:INSEE